# Tarjeta sanitaria europea
La tarjeta sanitaria europea (TSE) es un documento que acredita el derecho de la persona titular de la misma a recibir prestaciones sanitarias en los Estados miembros de la Unión Europea, en el resto de países del Espacio Económico Europeo (Islandia, Liechtenstein y Noruega), en Suiza y en el Reino Unido. Tendrán derecho a esta tarjeta, las personas que estén cubiertas por el sistema nacional de salud (seguridad social) en su Estado o país de residencia.
La tarjeta acredita el derecho a ser tratado en los centros sanitarios públicos en igualdad de condiciones con los ciudadanos del país que se visita. Sin embargo, la TSE no cubre la atención sanitaria cuando el objetivo del viaje es recibir el tratamiento para una enfermedad o lesión que se padezca con anterioridad al mismo.
Cada ciudadano debe solicitarla en la institución que corresponda en su país de residencia antes de viajar a otro país miembro.
La intención del programa de la tarjeta sanitaria europea (TSE), es permitir a la gente seguir con su estancia en cualquier país donde sea válida sin la necesidad de volver a casa para recibir atención médica. La TSE sólo abarca los servicios de salud normalmente cubiertos por un sistema de salud legal en el país visitado, por lo que no hace que los seguros de viaje sean obsoletos.
La Tarjeta Sanitaria Europea no certifica automáticamente que la atención médica sea gratuita, pues en algunos países de la UE se deben pagar las consultas incluso en la sanidad pública, lo que exigiría al titular pagar esos gastos. La Tarjeta Sanitaria Europea garantiza el reembolso de dichos gastos. En caso de las personas que cuentan con seguro médico privado tienen cobertura internacional, aunque en un inicio deben pagar por las atenciones y luego solicitar el reembolso en su país de origen.